# Langues fenniques
On appelle langues fenniques ou balto-finnoises une famille de langues parlées en Europe du Nord. Ces langues se rattachent aux langues finno-ougriennes, dont font également partie les langues sames de Laponie, le hongrois et de nombreuses langues minoritaires en Russie. Le terme fennique renvoie à l'Estonie, à la Finlande et à la Carélie. Deux pays au monde ont une langue fennique comme langue officielle : la Finlande (avec le finnois) et l'Estonie (avec l'estonien).

## Histoire et contacts avec les langues indo-européennes
L’idée de certaines caractéristiques d'un superstrat de l'indo-européen en finnois a été soutenue par de nombreux linguistes (Posti en 1953). Jorma Koivulehto (1983) a montré que la plus ancienne strate de mots d'emprunt indo-européens dans les branches de langues fenniques les plus à l'ouest de l'Oural peut être considérée comme issue de langues indo-européennes du nord-ouest et liées à la culture de la céramique cordée (environ 3200-2300 av. J.-C.).
Depuis cette couche, les contacts entre Baltes et Finnois ont été continus. Selon Koivulehto (1990), la strate suivante peut être appelée Proto-Balt (o-slave) et datée du néolithique supérieur (environ 2300-1500 av. J.-C.).

## Liste des langues fenniques
- le finnois, parlé en Finlande, Estonie, Suède, Norvège et dans le nord-ouest de la Russie
  - le finnois parlé en Finlande, suomi, avec ses dialectes tels que le savo
  - le kvène, variété de finnois parlée en Norvège
  - le meänkieli ou finnois tornédalien, variante de finnois parlée en Suède
- le carélien (sens large)
  - le carélien (sens étroit), karjala, parlé en Russie et en Finlande
  - l'olonetsien ou carélien d'Aunus ou livvi, variante régionale du carélien classique
  - le lude, variante régionale du carélien classique, très proche du vepse
- le vepse
- le vote
- l'ingrien
- l'estonien (sens large)
  - l'estonien (sens étroit), eesti keel, parlé en Estonie, en Finlande, en Lettonie et dans le nord-ouest de la Russie
  - les langues sud-estoniennes
    - le võro, võro kiil´, parlé en Estonie
    - le lutsi, lutsi maarahvas, parlé en Lettonie, probablement éteint
    - le mulgi, mulgi keel, parlé en Estonie
    - le seto, seto kiil´, parlé en Estonie et en Russie
    - le tartu, tartu keel, (classé comme langue sud-estonienne), parlé en Estonie
- le live ou livonien, parlé en Lettonie